# Аюшман Хурана
А̀юшман Хура̀на (на пенджабски: ਆਯੂਸ਼ਮਾਨ ਖੁਰਾਨਾ, звук) е индийски актьор, певец и телевизионен водещ.

## Биография
Аюшман Хурана е роден като Нишант Хурана на 14 септември 1984 година в Чандигарх в пенджабско семейство на астролог, а майка му е наполовина бирманка. Завършва журналистика в Пенджабския университет, а паралелно със следването си се занимава сериозно с театър, участва в професионални продукции и печели национални награди.
След дипломирането си през 2004 година става радиоводещ в Делхи, а след това започва да работи и в телевизията, където води различни развлекателни предавания. През 2012 година дебютира в Боливуд с главна роля в романтичната комедия विकी डोनर, която има голям търговски успех. След няколко участия във филми с променлив успех през 2018 година Хурана има водещи роли в двата най-успешни индийски филма за годината. В „Слепота“ той играе ролята на млад пианист, преструващ се на сляп, който попада в поредица от неочаквани премеждия. Филмът има голям успех и в чужбина, особено в Китай. Хурана играе главната роля и в трагикомедията „Бебе у дома“ (बधाई हो) на млад мъж, който неочаквано разбира, че родителите му очакват дете.
Поредицата успехи на Аюшман Хурана продължава и през 2019 година, когато участва в „Член 15“ (आर्टिकल 15) – криминален трилър, в който играе полицай, разследващ изнасилване, „Момиче мечта“ (ड्रीम गर्ल) – комедия, в която играе травестит, работещ в кол център и „Бала“ (बाला) – трагикомедия за млад мъж, страдащ от алопеция. През следващата година играе в търговски успешния शुभ मंगल ज़्यादा सावधान – романтична комедия за гей двойка, както и в трагикомедията गुलाबो सिताबो, която е издадена директно в цифрови видеоформати (direct-to-video) заради започналата по това време пандемия от COVID-19. През 2021 година участва в चंडीगढ़ करे आशिकी – романтична комедия за бодибилдър, който се влюбва в трансджендър жена, а през 2022 година – в екшън трилъра अनेक.
Аюшман Хурана е женен за режисьорката Тахира Кашяп, с която имат две деца. Двамата са будисти.